# 민원식 (1959년)
민원식(1959년 9월 15일 ~ )은 대한민국의 방송인, 기업인이다. 경상남도 진주 출신.

## 학력
- 진주 봉래초등학교 졸업
- 1978년 2월 진주 대아고등학교 졸업
- 1984년 경상대학교 경영학과 졸업(경영학 학사)

## 경력
- 1984년 한국방송광고진흥공사 제4기 공채 합격
- 2004년 한국방송광고진흥공사 부장[1]
- 2006년 7월 15일 한국방송광고진흥공사 영업2국 영업2팀장[2]
- 2008년 10월 27일 한국방송광고진흥공사 정책협력국장[3]
- 2009년 11월 25일 한국방송광고진흥공사 정책협력팀장(국장급 팀장)[4]
- 2010년 12월 1일 한국방송광고진흥공사 영업2국 영업2팀장
- 2012년 한국방송광고진흥공사 정책협력국장(국회 및 대언론사 담당)[5]
- 한국방송광고진흥공사 영업2본부 영업2국장
- 재경진주광고인회 수석부회장
- JJ 언론인 클럽 운영위원
- 2014년 11월 19일 한국방송광고진흥공사 영업2본부장[6]
- 2014년 12월 7일 한국방송광고진흥공사 상근이사 겸 영업본부 본부장(KBS, MBC 등 지상파 방송 광고영업 총괄담당)[7]